# باخانمان (رمان)
باخانمان رمانی اثر هکتور مالو نویسنده مشهور فرانسوی است. انیمهٔ باخانمان با اقتباس از همین رمان ساخته شده‌است.

## خلاصه داستان
ادموند ویلفراند فرزند کارخانه‌دار ثروتمندی است که در یک سفر کاری به هند عاشق زنی انگلیسی-هندی می‌شود و با وی ازدواج می‌کند. پدر ادموند، آقای ویلفراند از شنیدن این خبر ناراحت شده و پسرش را برای همیشه طرد می‌کند و در نتیجه رابطه‌شان قطع می‌گردد. آن‌ها صاحب دختری می‌شوند که اسمش را پرین می‌گذارند. بعد از چند سال ادموند در اثر بیماری از دنیا می‌رود و مادر پرین سفری را شروع می‌کند تا دختر ۱۳ساله‌اش را به پدر بزرگش در فرانسه برساند. در اواخر این سفر پر مشقت و پر ماجرا مادر پرین هم بیمار شده و علی‌رغم تلاش‌های دخترش در اثر بیماری از دنیا می‌رود. پرین به همراه تنها سگش به سفرش ادامه می‌دهد و به ماریکور شهری که پدر بزرگش در آن‌جا مدیر کارخانهٔ بزرگی است، می‌رسد. در این شهر پرین با دختری به نام رزالی آشنا می‌شود. رزالی هم مانند او یتیم است و در کارخانهٔ پدربزرگ پرین مشغول به کار می‌باشد. پدربزرگ پرین اکنون پیرمردی شده که از غم دوری ادموند سخت غمگین و افسرده شده، بینایی‌اش را از دست داده‌است وتنها به امید پیدا کردن پسرش ادامه حیات می‌دهد. پرین بنا به توصیهٔ مادرش هویت خود را آشکار نمی‌کند تا در فرصتی مناسب حقیقت را آشکار کند. او با صبوری، مشکلات را پشت سر می‌گذارد و برای جلب محبت مردم، از هیچ تلاشی فروگذاری نمی‌کند. پرین آهسته آهسته بر مشکلات فائق آمده و با آشکار شدن هویتش به خوشبختی دست پیدا می‌کند.

## محصولات تلویزیونی
داستان پرین (به ژاپنی: ペリーヌ物語، به انگلیسی: The Story of Perrine) یک مجموعهٔ تلویزیونی انیمه ۵۳ قسمتی است که توسط استودیو نیپون انیمیشن ساخته شده‌است. پخش آن از ۱ ژانویه ۱۹۷۸ در شبکهٔ فوجی تلویژن آغاز شده و تا ۳۱ دسامبر ۱۹۷۸ ادامه داشته‌است. این انیمه بر اساس رمان باخانمان از هکتور مالو نویسنده فرانسوی ساخته شده‌است.